# Карчі-Кола
Карчі-Кола (перс. كارچي كلا) — село в Ірані, у дегестані Бала-Хіябан-е Літкух, у Центральному бахші, шагрестані Амоль остану Мазендеран. За даними перепису 2006 року, його населення становило 200 осіб, що проживали у складі 53 сімей.